# Nya vågen (film)
Nya vågen har använts för att beskriva en ny rörelse som uppkom under 1950- och 1960-talet inom filmen. Främst har den används om den franska nya vågen – la nouvelle vague.

## Utveckling
Inom film har nya vågen, främst under andra hälften av 1900-talet, använts för att benämna en ny typ av filmer. Kännetecknande är ett uppbrott med ett gammalt inrutat sätt att producera film.
Namnkunnigast är den franska nya vågen, la nouvelle vague, under 1960-talet, med regissörer som Jean-Luc Godard, François Truffaut och Agnès Varda. Det finns även motsvarigheter för film från exempelvis dåvarande Tjeckoslovakien, Tyskland och Hongkong.